# 王質 (金朝)
王质（?—?），字敬叔，他的先祖自临潢府（今内蒙古巴林左旗）迁居改籍宛平（今北京市）。中国金朝政治人物，王賁之弟。
金世宗大定二十五年（1185年）中进士，官至吏部主事。以才干见称。历任昭义军节度副使。金章宗问大臣王质处理事务怎么样，张万公回答：“胜过他哥哥王贲。”金章宗说：“赶得上他哥哥就可以了。”官至礼部尚书致仕，后去世。